# 2289 МакМіллан
2289 МакМіллан (2289 McMillan) — астероїд головного поясу, відкритий 24 вересня 1960 року.
Тіссеранів параметр щодо Юпітера — 3,383.